# Бернгард Шлінк
Бернгард Шлінк (нім. Bernhard Schlink нар. 6 липня 1944, Білефельд, Німеччина) — німецький письменник, правник.

## Біографія
Народився в сім'ї професора теології Едмунда Шлінка; батько - німець за націоналістю, мати - швейцарка, обоє були теологами. Бернгард був наймолодшим з чотирьох дітей у сім'ї. Дитячі роки та юність Бернгарда пройшли в Гайдельберзі, куди переїхала його родина після війни.
До переїзду у Гайдельберг родина жила на півночі Німеччини, де Едмунд Шлінк був пастором, оскільки гестапо заборонило йому займатися викладацькою діяльністю через приналежність до опозиційної нацистському режиму Конфесіональної церкви . 
Закінчивши класичну гімназію, Бернгард вступив до університету на юридичний факультет, пізніше перевівся до берлінського Вільного університету. З початку 1980-х років Шлінк пробує себе в різних професіях. Працюючи викладачем юриспруденції в Каліфорнії, використовує вільний час для вивчення спеціальності терапевта-масажиста. Повернувшись до Німчеччини, починає займаться ювелірним мистецтвом. Захистивши кандидатську, а потім докторську дисертації, у 1982 році отримав посаду професора Боннського університету, де він займався конституційним правом. З 1988 року виконує обов'язки судді в конституційному суді землі Північний Рейн — Вестфалія. З 1990 року викладав конституційне право та філософію права у Гумбольдтському університеті Берліна. У 2006 році залишив свою посаду.
Наприкінці вісімдесятих років починаються його перші літературні проби. Його кар'єра письменника розпочалася з трилогії детективних романів про приватного детектива Гебгарда Зельба (перший написаний у співартовстві з Вальтером Поппом). У всіх трьох книгах головний герой зіштовхується з подіями, які певним чином пов'язані з невизначеним минулим, що визначає й теперішній злочин. «Право-вина-майбутнє» — під таким заголовком у 1988 році Шлінк опублікував своє перше публіцистичне есе. Такий поворот у його біографії виглядає досить неординарно: солідний професор, експерт з публічного права раптом звертається до «розважального» жанру. Проте за один з детективів, а саме «Гордіїв вузол» («Die gordische Schleife»), Шлінк у 1989 році отримав премію Glauser — найпрестижнішу німецьку літературну премію у кримінальному жанрі.
У 1995 году Шлінк опублікував роман «Читець» (Der Vorleser), який став бестселлером у Німеччині та США і був перекладений 39 мовами. Це був перший німецький твір, який зайняв провідне місце у списку бестселерів Нью-Йорк Таймс. Головна тема твору — внутрішній конфлікт «другого покоління» по війні, яке розривається між бажанням з'ясувати витоки злочинів, скоєних поколінням батьків, і прагненням засудити ці злочини.
Наразі Бернгард Шлінк живе на два міста (Нью-Йорк і Берлін) і займається письменницьким ремеслом. У нього є американський партнер і дорослий син від розірваного шлюбу. 

## Цікаві факти з життя
Бернгард Шлінк став першим західнонімецьким професором права, який уже у 1990 році почав викладати у східноберлінському університеті імені братів Гумбольдтів.
Бернгард Шлінк — єдиний німецький письменник, популярність якого в Європі та США порівняна з феноменальним успіхом Патріка Зюскінда.
Книгу Шлінка «Читець» критики порівнювали з такими творами як «Самітники Альтони» Сартра та «Більярд о пів на десяту» Белля.

## Екранізація творів
- 1991 Смерть прийшла як друг (Der Tod kam als Freund) – за кримінальним романом Правосуддя Зельба, ZDF
- 2008 Читець (The Reader) — прем'єра фільму відбулася 10 грудня 2008 року. Режисером картини став Стівен Долдрі. Головні ролі виконали Рейф Файнс та Кейт Уінслет. У 2009 році фільм був номінований у 4 категоріях премії Оскар і здобув одну нагороду у категорії «Найкраща актриса».
- 2008 Інший чоловік (The Other Man) — фільм вийшов на екран 7 вересня 2008 року. Режисером картини виступив Річард Ейр. Головні ролі у фільмі зіграли Ліам Нісон, Антоніо Бандерас та Лора Лінні.
- 2013 Вікенд (The Weekend)

## Переклади українською
- Бернгард Шлінк. Читець. Переклад з німецької: Петро Таращук. Київ: "Основи", 2005. 197 стор. ISBN 966-500-194-9

* (передрук) Бернгард Шлінк. Читець. Переклад з німецької: Петро Таращук. Харків: "Фоліо", 2016. 203 стор. ISBN 978-966-03-7631-1
- Бернгард Шлінк. Ольга. Переклад з німецької: Єлени Даскал. Харків: " Клуб Сімейного Дозвілля ", 2019. 192 стор. ISBN 978-617-12-4984-4